# Wendy Weckhuysen
Wendy Weckhuysen (Rumst, 31 oktober 1979) is een Belgisch advocate en politica voor de CD&V.

## Levensloop
Ze doorliep haar secundaire studies bij de Ursulinen Mechelen, vervolgens studeerde ze rechten aan de Universiteit Antwerpen. Aldaar studeerde ze in 2002 af als licentiate. Sindsdien is ze actief als advocate, tot september 2014 was ze verbonden aan het kantoor 'Lange, Verstraete en Clymans' te Antwerpen, nadien opende ze haar eigen advocatenkantoor te Rumst.
Ze werd politiek actief tijdens de lokale verkiezingen van 2000. Ze werd niet verkozen, maar kreeg de eerste opvolgersplaats. In deze hoedanigheid verving ze gemeenteraadslid en partijgenote Ilse Moons tijdens haar zwangerschap. Bij de federale verkiezingen van 2003 was ze kandidaat op de CD&V-kieslijst voor de Kamer van volksvertegenwoordigers in de kieskring Antwerpen. Ze behaalde op de 22e plaats 4.961 voorkeurstemmen, onvoldoende voor een mandaat.
In 2006 volgde ze gemeenteraadslid en eveneens partijgenoot Frans De Herdt op na diens beëindiging van zijn politiek engagement. Na de gemeenteraadsverkiezingen van 2006 werd ze vanop de vierde plaats op de kieslijst van het Valentijnskartel CD&V-N-VA verkozen met 489 voorkeurstemmen en vervolgens aangesteld als schepen bevoegd voor 'Leefmilieu, Volksgezondheid, Land- en tuinbouw, Jaarmarkten, Onderwijs, Gezin en Jeugd, Kinderopvang en Speelpleinen'. Bij de federale verkiezingen van 2007 stond ze op de 8e plaats op de kieslijst van het kartel CD&V-N-VA voor de Kamer van volksvertegenwoordigers in de kieskring Antwerpen. Ze behaalde 11.367 voorkeurstemmen, onvoldoende voor een mandaat.
Na de lokale verkiezingen van 2012 werd ze aangesteld als burgemeester van Rumst. Ze leidde een coalitie van CD&V en N-VA. Bij deze verkiezingen behaalde ze vanop de tweede plaats op de CD&V-kieslijst 804 voorkeurstemmen. Tevens was ze bij deze verkiezingen lijsttrekster voor de Antwerpse provincieraadsverkiezingen in het provinciedistrict Boom. In deze hoedanigheid kreeg ze 4.514 voorkeurstemmen. Op 1 januari 2016 werd ze opgevolgd als burgemeester door Geert Antonio (N-VA). Hierop onmiddellijk aansluitend werd ze opnieuw schepen, als eerste schepen neemt ze de bevoegdheden 'Mobiliteit, Milieu, Landbouw en Jaarmarkt' op.